# Espace naturel sensible de la Vauvre
L'espace naturel sensible de la Vauvre est l'un des dix-sept espaces naturels sensibles (ENS) du département de l'Allier, en France.
Labellisé ENS en 2011, il couvre une superficie de 46 hectares.

## Localisation
- Département de l’Allier, région Auvergne, dans le centre de la France

### Communes concernées
- Nassigny

## Histoire du site
L'histoire de l'ENS de la Vauvre est récapitulée sur la page qui lui est consacrée sur le site internet du conseil départemental de l'Allier:
- Entre 1987 et 1989, les travaux nécessaires à la construction du tronçon autoroutier Clermont-Bourges-Vierzon ont occasionné le déplacement et la chenalisation du cours du Cher (digues, enrochements), la construction du pont autoroutier et le creusement du grand plan d’eau, dû à l’extraction de sable et granulats pour les besoins du chantier. En décembre 1989, l’A71 est mise en service et dès l’apparition du plan d’eau, les ornithologues locaux ont commencé à fréquenter ce lieu. Au regard de l’intérêt manifeste de la zone pour l’avifaune, est venue l’idée de créer un espace préservé.

- En 1996, le préfet de l’Allier a créé la réserve naturelle volontaire de la Vauvre, avec pour gestionnaire le Centre permanent d’initiative pour l’environnement (CPIE) de Tronçais, jusqu’en 2002.

- En 2004, une première rencontre entre la Ligue pour le protection des oiseaux (LPO) Auvergne et les élus locaux a enclenché une nouvelle vie pour ce site, alors à l’abandon. Propriétaire de la majorité des terrains, la commune de Nassigny les cède pour un euro symbolique à la communauté de communes du Val de Cher en 2008.

- En 2010, dans le cadre de la politique départementale des espaces naturels sensibles, le conseil départemental de l’Allier, la commune de Nassigny et la communauté de communes du Val de Cher labellisent le site de la Vauvre en espace naturel sensible.

- En 2011, un plan de gestion pour 5 ans est élaboré, sous l’égide de la communauté de communes du Val de Cher et de la LPO Auvergne, choisie comme gestionnaire du site. Depuis, de nombreuses actions de restauration des milieux naturels, de valorisation, de sensibilisation du public et d’inventaires naturalistes sont menées chaque année.

## Écologie (biodiversité, intérêt écopaysager…)

### Flore
La Butome en Ombelle colonise la partie sud du plan d'eau de la Vauvre. Elle est considérée comme « rare » en Auvergne.

### Faune

#### Oiseaux
Le site joue un rôle de corridor écologique important pour les oiseaux nicheurs, hivernants et migrateurs. On peut y observer le Milan noir, le Balbuzard pêcheur ou l’Aigrette garzette en train de pêcher. Le site est également extrêmement favorable au Martin-pêcheur d'Europe (aussi bien pour sa reproduction que pour sa nourriture). Le Colvert est le seul canard à se reproduire sur le site, mais l'hiver l'ENS de la Vauvre est un abri pour le canard chipot, le canard souffleur ou encore le canard soufflet.
À la suite sans doute des actions de réouverture du milieu, des couples de pie-grièche écorcheur se reproduisent sur le site.

#### Mammifères
En 2013 un inventaire a permis de recenser onze espèces de chauves-souris fréquentant l'ENS de la Vauvre. Aucun gîte de reproduction n'a cependant été identifié: les chauves-souris utilisent le site essentiellement pour la chasse, notamment en période migratoire. Le Castor a été également observé sur le site depuis 2011, la Loutre depuis 1995.

#### Reptiles et amphibiens
Le site était fréquenté par le Sonneur à ventre jaune jusqu'en 1988. 

#### Insectes
On y observe le Gazé, un papillon devenu rare en plaine comme c'est le cas avec l'ENS de la Vauvre, ainsi qu'un nombre important d'espèces de libellules, favorisées par la présence de milieux humides diversifiés: en 2011, trente-cinq espèces ont été recensées soient près de 50 % des espèces auvergnates.

### État, pressions ou menaces, réponses

#### Espèces invasives
Une population d'écrevisse de Louisiane a été observée sur le site. Un plan de gestion d'une durée de quatre ans (2016-2020), porté par la Ligue pour la protection des oiseaux, vise à limiter cette population, néfaste pour les écrevisses autochtones et la stabilité des berges.

## Administration, plan de gestion, règlement...
Le site est géré par la communauté de communes du Val de Cher.
Ouvert au public, l'ENS de la Vauvre propose des animations à destination des scolaires, ainsi que des sorties encadrées par le groupe local de la Ligue pour la protection des oiseaux, dont la Fête de la nature, fin mai. Pour les amateurs d'observations, les cabanes disposées un peu partout permettent de regarder les oiseaux sans les déranger. Les deux sentiers balisés permettent de faire le tour du site.

### Outils et statut juridique
Ce site est labellisé Espace Naturel Sensible depuis 2011 par le conseil départemental de l'Allier.  